# إسكس جانكشن (فيرمونت)
إسكس جانكشن (بالإنجليزية: Essex Junction, Vermont)‏ هي قرية تقع في الولايات المتحدة في إسيكس (فيرمونت). يقدر عدد سكانها بـ 8,591 نسمة ومساحتها 12.6 كم2 وترتفع عن سطح البحر 105 متر.

## التركيبة السكانية
حدّد مكتب تعداد الولايات المتحدة بيانات التركيبة السكانية لإسكس جانكشن في تعداد الولايات المتحدة. في ما يلي، التركيبة السكانية حسب تعدادي 2000 و2010.

### تعداد عام 2000
بلغ عدد سكان إسكس جانكشن 8,591 نسمة بحسب تعداد عام 2000، وبلغ عدد الأسر 3,409 أسرة وعدد العائلات 2,253 عائلة مقيمة في القرية. في حين سجلت الكثافة السكانية 699.6 نسمة لكل كيلومتر مربع (1,812.0/ميل2). وبلغ عدد الوحدات السكنية 3,501 وحدة بمتوسط كثافة قدره 285.1 لكل كيلومتر مربع (738.4/ميل2).
وتوزع التركيب العرقي للقرية بنسبة 95.55% من البيض و0.69% من الأمريكيين الأفارقة و0.24% من الأمريكيين الأصليين و2.36% من الأمريكيين ذوي الأصول الآسيوية و0.29% من الأعراق الأخرى و0.86% من عرقين مختلطين أو أكثر و1.14% من الهسبانيون أو اللاتينيون من أي عرق.
بلغ عدد الأسر 3,409 أسرة كانت نسبة 36.5% منها لديها أطفال تحت سن الثامنة عشر تعيش معهم، وبلغت نسبة الأزواج القاطنين مع بعضهم البعض 53.4% من أصل المجموع الكلي للأسر، ونسبة 9.8% من الأسر كان لديها معيلات من الإناث دون وجود شريك، بينما كانت نسبة 2.9% من الأسر لديها معيلون من الذكور دون وجود شريكة وكانت نسبة 33.9% من غير العائلات. تألفت نسبة 26.4% من أصل جميع الأسر من عدة أفراد يعيشون في نفس المنزل ونسبة 7.4% كانت تتألف من شخص يعيش بمفرده يبلغ من العمر 65 عاماً أو أكثر. وبلغ متوسط حجم الأسرة المعيشية 2.48، أما متوسط حجم العائلات فبلغ 3.04.
بلغ العمر الوسطي للسكان 36.4 عاماً. وكانت نسبة 26.4% من القاطنين تحت سن الثامنة عشر، وكانت نسبة 6.7% بين الثامنة عشر والرابعة والعشرين عاماً، ونسبة 32.3% كانت واقعةً في الفئة العمرية ما بين الخامسة والعشرين والرابعة والأربعين عاماً، ونسبة 23.1% كانت ما بين الخامسة والأربعين والرابعة والستين، ونسبة 10% كانت ضمن فئة الخامسة والستين عاماً فما فوق. يوجد لكل 100 أنثى 95.9 ذكر، ويوجد لكل 100 أنثى في الثامنة عشر من عمرها فما فوق 93.7 ذكر.
بلغ متوسط دخل الأسرة في القرية 53,444 دولارًا، أما متوسط دخل العائلة فبلغ 61,985 دولارًا. وكان متوسط دخل الذكور 40,287 دولارًا مقابل 26,910 دولارًا للإناث. وسجل دخل الفرد الخاص بالقرية 24,142 دولارًا. وكانت نسبة 1.8% من العائلات ونسبة 2.9% من السكان تحت خط الفقر، وكان من هؤلاء نسبة 2.6% تحت سن الثامنة عشر ونسبة 7.8% في الخامسة والستين من العمر وما فوق.

### تعداد عام 2010
بلغ عدد سكان إسكس جانكشن 9,271 نسمة بحسب تعداد عام 2010، وبلغ عدد الأسر 3,875 أسرة وعدد العائلات 2,436 عائلة مقيمة في القرية. في حين سجلت الكثافة السكانية 755 نسمة لكل كيلومتر مربع (1,955.4/ميل2). وبلغ عدد الوحدات السكنية 4,009 وحدة بمتوسط كثافة قدره 326.5 لكل كيلومتر مربع (845.6/ميل2).
وتوزع التركيب العرقي للقرية بنسبة 91.53% من البيض و1.67% من الأمريكيين الأفارقة و0.40% من الأمريكيين الأصليين و3.90% من الأمريكيين ذوي الأصول الآسيوية و0.01% من سكان جزر المحيط الهادئ و0.54% من الأعراق الأخرى و1.94% من عرقين مختلطين أو أكثر و2.02% من الهسبانيون أو اللاتينيون من أي عرق.
بلغ عدد الأسر 3,875 أسرة كانت نسبة 32.1% منها لديها أطفال تحت سن الثامنة عشر تعيش معهم، وبلغت نسبة الأزواج القاطنين مع بعضهم البعض 49.5% من أصل المجموع الكلي للأسر، ونسبة 10% من الأسر كان لديها معيلات من الإناث دون وجود شريك، بينما كانت نسبة 3.4% من الأسر لديها معيلون من الذكور دون وجود شريكة وكانت نسبة 37.1% من غير العائلات. تألفت نسبة 27.5% من أصل جميع الأسر من عدة أفراد يعيشون في نفس المنزل ونسبة 7.8% كانت تتألف من شخص يعيش بمفرده يبلغ من العمر 65 عاماً أو أكثر. وبلغ متوسط حجم الأسرة المعيشية 2.39، أما متوسط حجم العائلات فبلغ 2.95.
بلغ العمر الوسطي للسكان 38.9 عاماً. وكانت نسبة 23.4% من القاطنين تحت سن الثامنة عشر، وكانت نسبة 8.1% بين الثامنة عشر والرابعة والعشرين عاماً، ونسبة 28% كانت واقعةً في الفئة العمرية ما بين الخامسة والعشرين والرابعة والأربعين عاماً، ونسبة 29.3% كانت ما بين الخامسة والأربعين والرابعة والستين، ونسبة 11.2% كانت ضمن فئة الخامسة والستين عاماً فما فوق. وتوزع التركيب الجنسي للسكان بنسبة 48.6% ذكور و51.4% إناث.

## أعلام
- قاي دبليو. بيلي
- بيرت آبي
- كلايتون إي. فريمان
- برايان وود